# العلاقات الوسط إفريقية الجورجية
العلاقات الوسط أفريقية الجورجية هي العلاقات الثنائية التي تجمع بين جمهورية أفريقيا الوسطى وجورجيا.

## مقارنة بين البلدين
هذه مقارنة عامة ومرجعية للدولتين:
| وجه المقارنة                                              | جمهورية أفريقيا الوسطى      | جورجيا                          |
| --------------------------------------------------------- | --------------------------- | ------------------------------- |
| المساحة (كم2)                                             | 622.98 ألف                  | 69.70 ألف                       |
| عدد السكان (نسمة)                                         | 4.66 مليون                  | 3.72 مليون                      |
| الكثافة السكانية (ن./كم²)                                 | 7.48                        | 53.37                           |
| العاصمة                                                   | بانغي                       | تبليسي، كوتايسي                 |
| اللغة الرسمية                                             | لغة فرنسية، اللغة السانغوية | اللغة الجورجية، اللغة الأبخازية |
| العملة                                                    | فرنك وسط أفريقي             | لاري جورجي                      |
| الناتج المحلي الإجمالي (بليون دولار)                      | 1.95 مليار                  | 15.16 مليار                     |
| الناتج المحلي الإجمالي (تعادل القوة الشرائية) بليون دولار | 3.03 مليار                  | 35.68 مليار                     |
| الناتج المحلي الإجمالي الاسمي للفرد دولار أمريكي          | 323                         | 3.79 ألف                        |
| الناتج المحلي الإجمالي للفرد دولار أمريكي                 | 594                         |                                 |
| مؤشر التنمية البشرية                                      | 0.350                       | 0.754                           |
| رمز المكالمات الدولي                                      | +236                        | +995                            |
| رمز الإنترنت                                              | .cf                         | .ge، .გე ‏                       |
| المنطقة الزمنية                                           | ت ع م+01:00                 | ت ع م+04:00                     |

## منظمات دولية مشتركة
يشترك البلدان في عضوية مجموعة من المنظمات الدولية، منها:
| علم المنظمة | اسم المنظمة                   | تاريخ انضمام جمهورية أفريقيا الوسطى | تاريخ انضمام جورجيا |
| ----------- | ----------------------------- | ----------------------------------- | ------------------- |
|             | يونسكو                        | 11 نوفمبر 1960                      | 7 أكتوبر 1992       |
|             | الفريق المعني برصد الأرض      | ?                                   | ?                   |
|             | مؤسسة التمويل الدولية         | 1 أبريل 1991                        | 29 يونيو 1995       |
|             | مؤسسة التنمية الدولية         | 27 أغسطس 1963                       | 31 أغسطس 1993       |
|             | منظمة التجارة العالمية        | ?                                   | 14 يونيو 2000       |
|             | الاتحاد البريدي العالمي       | ?                                   | ?                   |
|             | الاتحاد الدولي للاتصالات      | 2 ديسمبر 1960                       | 7 يناير 1993        |
|             | الأمم المتحدة                 | 20 سبتمبر 1960                      | 31 يوليو 1992       |
|             | البنك الدولي للإنشاء والتعمير | 10 يوليو 1963                       | 7 أغسطس 1992        |

## وصلات خارجية
- موقع وزارة الخارجية الجورجية